# Francesc d'Assís Arola i Domènech
Francesc d'Assís Arola i Domènech (Manresa, 1842 - Lleida, 11 de novembre de 1901) fou un farmacèutic català.
Catedràtic supernumerari de farmàcia de Barcelona el 1877 i després numerari de Santiago i de Barcelona. Membre de la RACA (1873) i de l'Acadèmia de Medicina de Barcelona (1884). S'especialitzà en anàlisis farmacològiques i bromatològiques. Dimití com a acadèmic el 1896, per trasllat de residència.